# Naevochromis chrysogaster
Naevochromis chrysogaster  è attualmente l'unico membro conosciuto del genere Naevochromis. È una specie di ciclidi endemica del Lago Malawi, dove preferisce aree con substrati rocciosi. Questa specie ha una dieta specializzata: si nutre di avannotti e larve di altri ciclidi. Raggiunge una lunghezza di 17.9 centimetri (lunghezza totale). Questa specie è anche utilizzata in acquariofilia, dove è nota col nome di Haplochromis Jack Dempsey.